# Per Blohm
Per Blohm (10 febbraio 1967) è un ex calciatore svedese, di ruolo centrocampista.

## Carriera

### Club
Blohm vestì le maglie di Örebro e Norrköping, prima di passare ai cinesi del Dalian Wanda. Si trasferì poi ai norvegesi del Viking, per cui esordì nella Tippeligaen in data 13 aprile 1997, quando fu titolare nel pareggio per 2-2 contro il Sogndal. La settimana seguente, e precisamente il 20 aprile, segnò una rete nel successo per 1-2 sul campo dello Skeid. Tornò poi in patria, per giocare nel GAIS dal 1999 al 2001.